# Batalha de La Motta (1513)

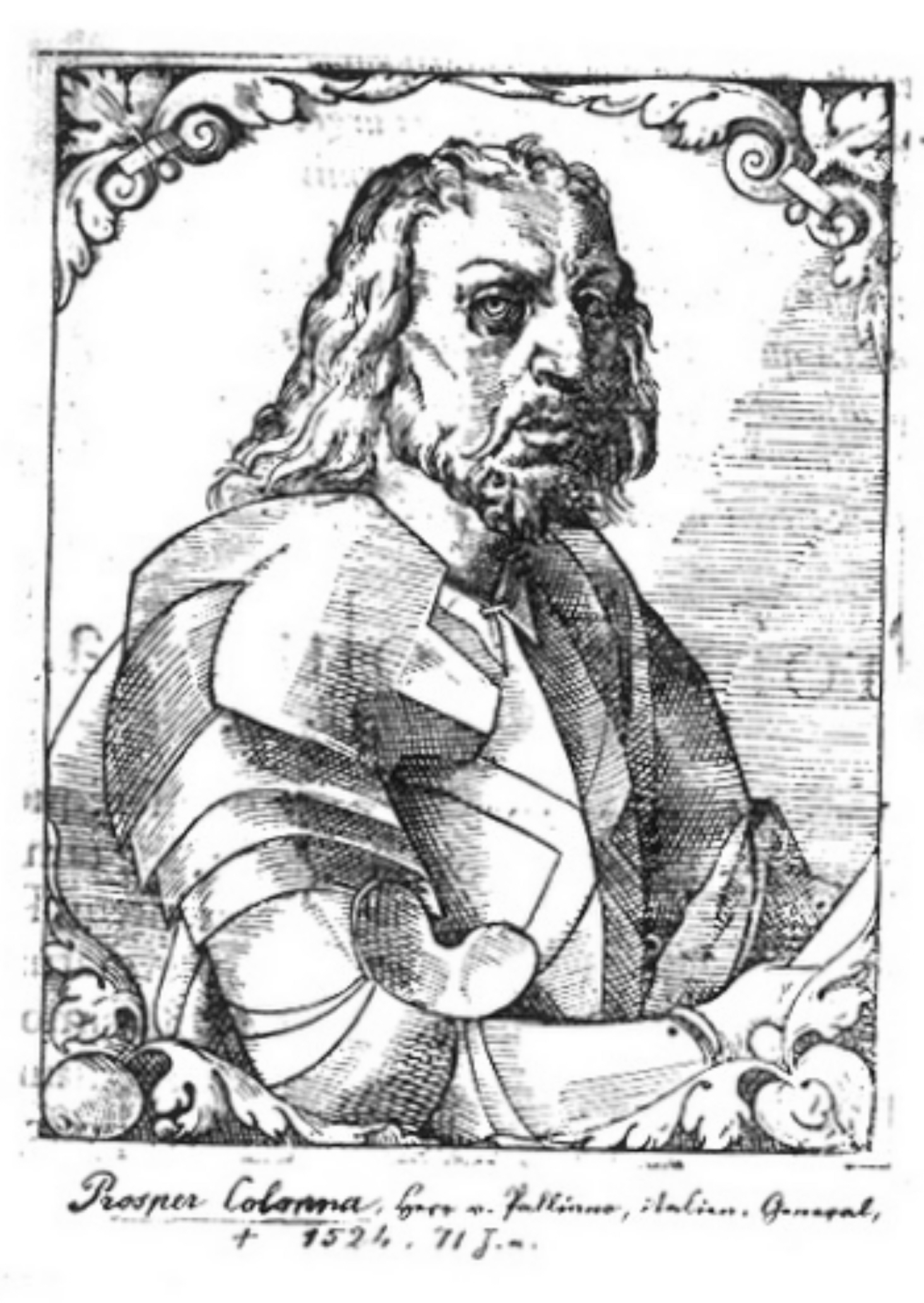
Retrato de Prospero Colonna (1452–1523), condottiere italiano

A Batalha de La Motta, também conhecida como Batalha de Schio, Batalha de Vicenza ou Batalha de Creazzo, ocorreu em Schio, na região italiana do Vêneto, República de Veneza, em 7 de outubro de 1513, entre as forças da República de Veneza e uma força combinada da Espanha e do Sacro Império Romano-Germânico, e foi uma batalha significativa da Guerra da Liga de Cambrai. Um exército veneziano sob o comando de Bartolomeo d'Alviano foi decisivamente derrotado pelo exército espanhol/imperial comandado por Ramón de Cardona e Fernando d'Ávalos.

## Antecedentes
O comandante veneziano, Bartolomeo d'Alviano, inesperadamente deixado sem apoio francês, recuou para a região do Vêneto, perseguido de perto pelo exército espanhol sob o comando de Ramón de Cardona. Enquanto os espanhóis foram incapazes de capturar Pádua, eles penetraram profundamente no território veneziano e em setembro estavam à vista de Veneza em si. O vice-rei espanhol de Nápoles, Ramón de Cardona, tentou um bombardeio da cidade que se mostrou amplamente ineficaz; depois, não tendo navios com os quais atravessar a lagoa, voltou para a Lombardia. D'Alviano, tendo sido reforçado por centenas de soldados e voluntários da nobreza veneziana, e canhões e outros suprimentos, tomou a iniciativa e perseguiu o exército de Cardona, com a intenção de não permitir que os espanhóis saíssem da região do Vêneto.

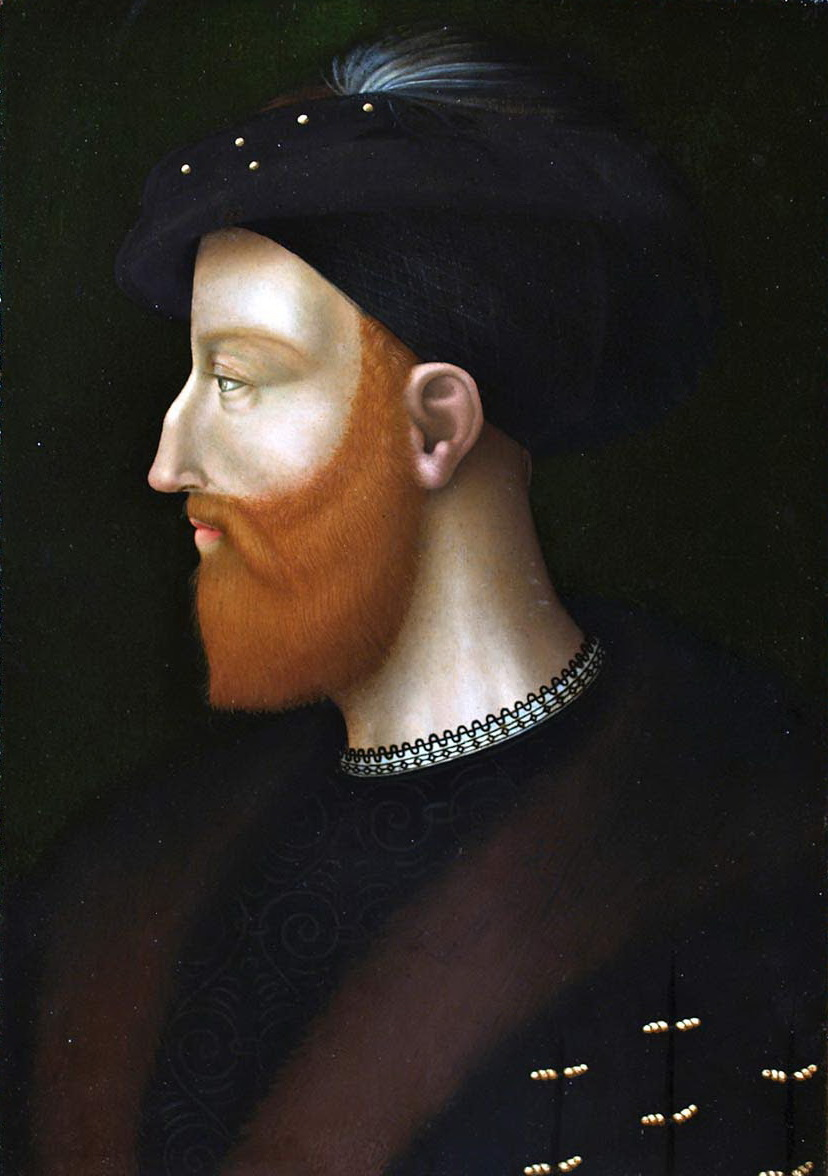
Fernando d'Ávalos, Marquês de Pescara, foi o comandante da infantaria espanhola na Batalha de La Motta

## Batalha
O exército veneziano, comandado por Bartolomeo d'Alviano, finalmente enfrentou o exército de Cardona fora de Vicenza, uma cidade no nordeste da Itália, em 7 de outubro de 1513. A infantaria espanhola e alemã, composta por 7 000 homens, liderados por Fernando d'Ávalos e Georg von Frundsberg, bem-posicionados e prontos para a batalha, lançaram uma forte carga contra o exército veneziano, causando milhares de mortos e feridos (mais de 4 500 baixas) nas fileiras do exército veneziano. Este foi um duro golpe, forçando os venezianos a fugir, e dispersando todo o exército de D'Alviano.

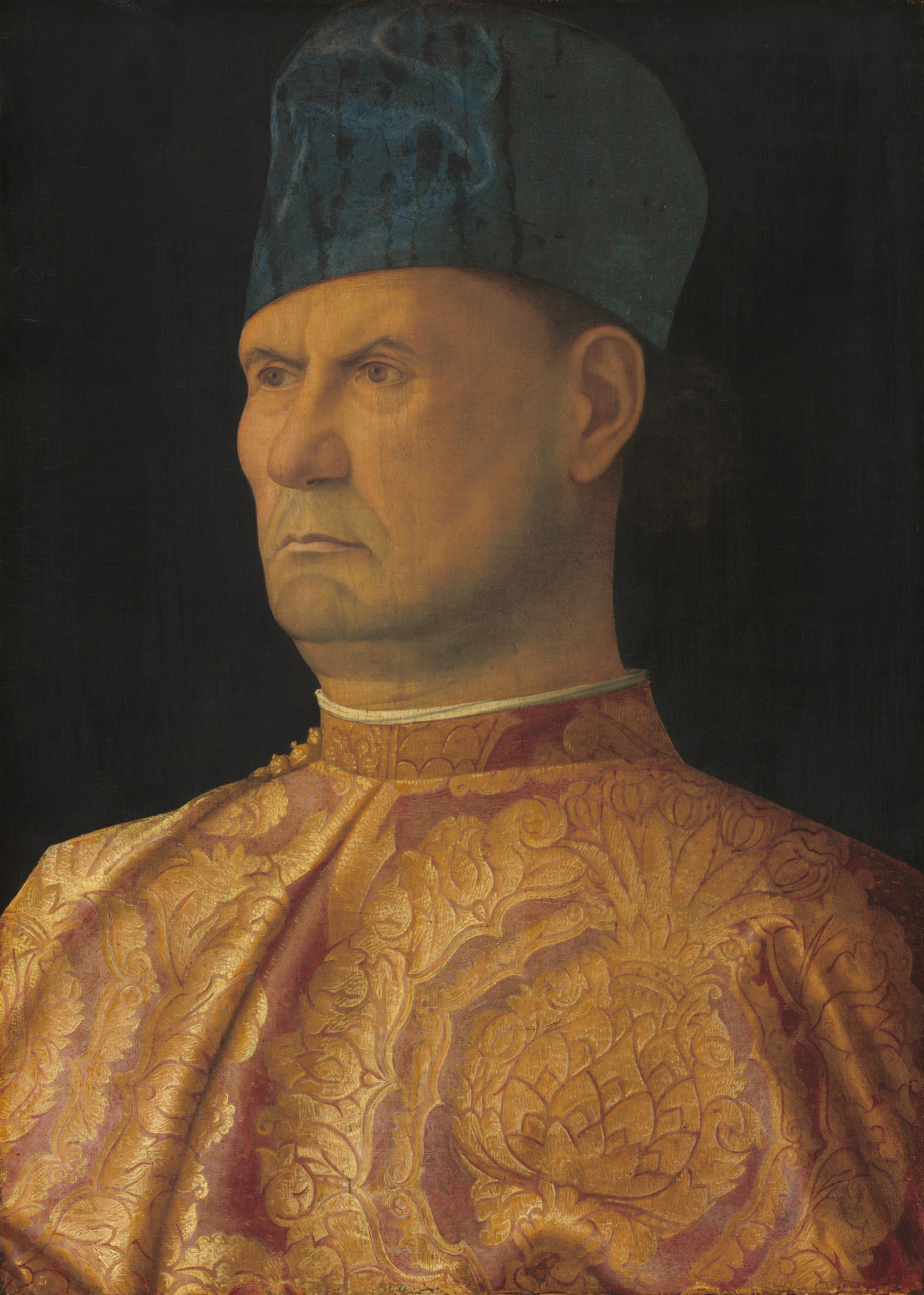
Retrato presumido de Bartolomeo d'Alviano por Giovanni Bellini

As forças dos dois comandantes continuaram a escaramuçar na região mais a nordeste da Itália, Friuli-Venezia Giulia, pelo resto de 1513 e até 1514. 

## Consequências
Embora os venezianos tenham sido derrotados decisivamente pelos espanhóis, a Liga Santa não conseguiu dar sequência a essas vitórias. A morte do rei da França, Luís XII, em 1 de janeiro de 1515, levou Francisco I ao trono. Tendo assumido o título de Duque de Milão em sua coroação, Francisco imediatamente se moveu para recuperar suas propriedades na Itália. Uma força combinada suíça e papal se moveu para o norte de Milão para bloquear as passagens alpinas contra ele, mas Francisco evitou as passagens principais e marchou pelo vale do Stura. A vanguarda francesa surpreendeu a cavalaria milanesa em Villafranca, capturando Prospero Colonna. Enquanto isso, Francisco e o corpo principal dos franceses enfrentaram os suíços na Batalha de Marignano em 13 de setembro.